# Journal of Mathematical Biology
Journal of Mathematical Biology is een internationaal, aan collegiale toetsing onderworpen wetenschappelijk tijdschrift op het gebied van de
theoretische biologie.
De naam wordt in literatuurverwijzingen meestal afgekort tot J. Math. Biol.
Het wordt uitgegeven door Springer Science+Business Media namens de European Society for Mathematical and Theoretical Biology en verschijnt maandelijks.
Het eerste nummer verscheen in 1974.